# Золочівський повіт (Харківська губернія)
Золочівський повіт — адміністративно-територіальна одиниця Харківського намісництва Російської імперії. Адміністративним центром було м. Золочів. Площа повіту — 114 611 десятин 2314 сажен.

## Географія
Повіт межував на сході з Вовчанським та Харківським, на півдні з Валківським, на заході з Богодухівським, а на північному заході з Хотмизьким повітом Харківського намісництва. На півночі він межував з Бєлгородським повітом Курської губернії.

## Історія
Повіт було утворено з частин Вільшанського, Липецького та Харківського комісарств Харківської провінції, Богодухівського комісарства Охтирської провінції та Бєлгородського повіту Бєлгородської губернії.
1797 року повіт був ліквідований, і його територія увійшла до складу Харківського та Богодухівського Слобідсько-Української губернії. Пізніше повіт не був відновлений, а його центр м. Золочів було перетворене на заштатне місто Харківського повіту Слобідсько-Української, а з 1835 року — Харківської губернії.

## Населення
Станом на 1785 рік у повіті налічувалося 18 слобід, 22 села, 6 деревень та 20 хуторів, серед яких 42 населені пункти були власницькими.
У повіті проживало 34 661 осіб (17 486 чоловіків та 17 175 жінок).